# Anneliese Heard
Anneliese Heard (Swansea, 3 november 1981) is een triatleet en wielrenster uit het Verenigd Koninkrijk.
Heard werd tweemaal wereldkampioene triatlon bij de jeugd, in 1999 en 2000.
In 2002 en 2006 nam Heard deel aan de Gemenebestspelen, op het onderdeel triatlon.